# Austalis pulchella
Austalis pulchella är en tvåvingeart som först beskrevs av Macquart 1846.  Austalis pulchella ingår i släktet Austalis och familjen blomflugor. Inga underarter finns listade i Catalogue of Life.